# Italo Ricci
Italo Ricci (Genova, 24 settembre 1898 – Genova, 7 gennaio 1984) è stato un calciatore italiano.

## Carriera
Cresciuto nel club genovese Stendardo Italiano F.C., andò a giocare a Roma presso l'Audax Juventus Roma disputando i tornei di guerra che si svolsero al posto del normale campionato a causa del conflitto mondiale.
Tornato a Genova, disputò due stagioni con il Genoa, ottenendo con i liguri il terzo posto del girone finale della Prima Categoria 1919-1920 ed il secondo del girone semifinale A della Prima Categoria 1920-1921. L'esordio in rossoblu è datato 11 aprile 1920, nella vittoria esterna contro il Venezia per 2 a 0.
Passò nel 1921 al Livorno, piazzandosi con il club toscano al decimo posto del girone A della Lega Nord. Con i labronici disputò anche lo spareggio dovuto alla riunificazione dei campionati del 1922 grazie al Compromesso Colombo.
Dal 1922 è nell'Alba Roma, dove rimane sino al 1927. 
Con i romani arriva a disputare da titolare le finali della Lega Sud nella stagione 1923-1924 persa contro il Savoia e la finalissima nazionale persa contro la Juventus nella stagione 1925-1926. Nella stagione 1924-1925 raggiunge con il suo club la finalissima nazionale contro il Bologna.
È con il club romano anche nella stagione 1926-1927 quando questi si fuse con l'Audace Roma nell'Alba Audace.